# Kamianka (Łosice)
Pour les articles homonymes, voir Kamianka.
Kamianka (prononciation : [kaˈmjanka]) est un village polonais de la gmina de Platerów dans le powiat de Łosice de la voïvodie de Mazovie dans le centre-est de la Pologne.
Le village possède une population de 113 habitants en 2010.

## Histoire
De 1975 à 1998, le village appartenait administrativement à la voïvodie de Biała Podlaska.